# Upstairs at United - Vol. 5
Upstairs at United - Vol. 5 è il settimo EP del gruppo musicale britannico Keane, pubblicato il 18 settembre 2012 dalla 453 Music.

## Descrizione
Pubblicato esclusivamente nel solo formato vinile, l'EP è il quinto disco appartenente alla serie Upstairs at United creata dalla 453 Music, divisione della United Record Pressing di Nashville che si occupa della registrazione interamente analogica dei brani realizzati da determinati artisti presso tale sede, e contiene quattro brani registrati dal gruppo in presa diretta il 21 giugno 2012.

## Tracce
Lato A
1. It's Not True – 3:51
2. Sea Fog – 3:27

Lato B
1. Silenced by the Night – 3:14
2. Fly to Me – 5:06

## Formazione
- Tom Chaplin – voce
- Tim Rice-Oxley – pianoforte, organo, voce
- Jesse Quin – chitarra acustica, voce
- Richard Hughes – percussioni